# Tambet Tuisk
Tambet Tuisk (født 23. maj 1976 i Pärnu) er en estisk skuespiller. Tuisk dimitterede i 1994 fra Pärnu Hansagümnaasium og prøvede derefter at søge ind på journalistik-studiet på Tartu Universitet, men blev ikke optaget. Derefter arbejdede han på Päikeseraadio i Pärnu.
Fra 1995 til 1996 studerede Tuisk til radioinstruktør på Tallinns Pædagogiske Universitet. I 2000 dimitterede han fra Estlands musik- og teaterakademis skole for scenekunst med fuldførelsen af Ingo Normet's guidede kursus inden for musik og skuespil.

## Karriere
Tambet Tuisks første job var på Vanemuine-teatret (2000–2005). I 2005 skiftede han til Teater NO 99, hvor han arbejdede indtil 2012. Siden har han været freelancer. Efter sin skuespillerpræstation i den tysk-estiske film Poll (2010), blev Tuisk tilbudt roller af et tysk filmbureau, hvorefter han primært har fokuseret på filmroller.
Han har optrådt med højtlæsning og hørespil i radioen (bl.a. i udsendelserne "Palju õnne argipäevaks!" fra 2005, "Asjad" fra 2015 og "Üks päev Mati Alaveri elus" fra 2020 hvor han også var instruktør). Han har været vært på tv-udsendelser ("8mm LIFE" 2014–2015) og ved gallaer ("Hit of the Year" 2010; "Stjerner i sportens år" 2010-13; "Eestimaa õpib ja tänab" 2013), foruden at være estisk fjernsyns gennemgående tv-vært på udvalgte aftener.
Tambet Tuisk blev medlem af Estisk teaterforbund og Estisk skuespillerforbund i år 2000. Han har været medlem af Det Europæiske Filmakademi siden 2009. Fra 2017 har Tuisk arbejdet som lektor i skuespilsundervisning ved University of Tartu Viljandi Kulturakademi og siden 2024 som underviser ved Estlands musik- og teaterakademis skole for scenekunst. Han er ligeledes audiovisuel instruktør og medmanuskriptforfatter på tv-serien Varastatud lootus: Armukelm (2025–).
Tambet Tuisk har lagt stemme til lydbøger siden corona-tiden, og blandt andet lavet højtlæsning af Anna O (af Matthew Blake) og Jewish Legends (af Stefan Zweig).

## Filmografi (udvalg)
- 2025 - Orenda – kommende rolle
- 2024 - Mind on kaks – Tito
- 2024 - The Day of the Jackal (tv-serie) – Oskar Ilves
- 2024 - Must auk – speaker
- 2022 - 3rd Octave F (kortfilm) – politibetjent
- 2022 - Hvem skød Otto Mueller? (tv-serie) – kriminalbetjent Gabriel Vanem
- 2022 - Burial – oberst Gorbinskiy
- 2022 - Alles Finster (miniserie) – Matias
- 2021 - County Court (kortfilm) – faderen
- 2021 - Elu on Töö on Elu (minserie) – mand
- 2021 - Eesti matus – Indrek
- 2020 - O2 – løjtnant Johan Sõber
- 2020 - Großstadtrevier (tv-serie, medvirk. 1 afsnit) – Roman Gregorowitsch
- 2019 - 2021 - Traitor (tv-serie) – Alfred Vint
- 2019 - Once Were Rebels – Pavel
- 2019 - Drej 112 (tv-serie, medvirk. 1 afsnit) – Jurij Sergey Rehberg
- 2018 - Lõks (tv-serie) – efterforsker
- 2018 - Phantom Owl Forest (tv-serie) – Kaarel
- 2018 - The Little Comrade – Feliks
- 2017 - Nukumaja (tv-serie) – Raul